# بیتنیک‌ها
بیتنیک‌ها یا بیتی‌‌ها (انگلیسی: The Beatniks) یک فیلم آمریکایی به کارگردانی پل فریز محصول ۱۹۶۰ است. از بازیگران آن می‌توان پیتر برک و مارتا ونتورت را نام برد.